# Stefanie Wiesmann
Stefanie Wiesmann (* 5. März 1987) ist eine ehemalige deutsche Fußball- und Eishockeyspielerin.

## Karriere
Aus der U17-Nachwuchsmannschaft des FC Bayern München hervorgegangen, rückte Wiesmann zur Saison 2004/05 in die Erste Mannschaft auf, der sie bis Saisonende angehörte und in sieben Bundesligaspielen zum Einsatz kam. Ihr letztes bestritt sie am 19. Dezember 2004 (12. Spieltag) bei der 2:3-Niederlage im Auswärtsspiel gegen den FFC Heike Rheine. Noch als B-Jugendspielerin debütierte sie in dieser Spielklasse, als sie am 13. Juni 2004 (22. Spieltag) beim 7:0-Sieg im Heimspiel gegen den 1. FC Saarbrücken für Simone Laudehr in der 72. Minute eingewechselt wurde.
In der sich anschließenden Saison 2005/06 spielte sie für den FFC Wacker München, für den sie in der seinerzeit zweigleisigen 2. Bundesliga in der Gruppe Süd 18 Punktspiele bestritt und zwei Tore erzielte.
In der Saison 2006/07 war sie für den Ligakonkurrenten FF USV Jena aktiv, für den sie sieben Zweitligaspiele bestritt.

## Sonstiges
Wiesmann spielte von 2003 bis 2010 ebenfalls Eishockey. Dabei war sie für die DEC Tigers Königsbrunn, Lady Kodiaks Kornwestheim und den ESC Planegg als Abwehrspielerin aktiv.